# Пшеничное (Солонянский район)
Пшеничное (укр. Пшеничне) — село,
Письмечевский сельский совет,
Солонянский район,
Днепропетровская область,
Украина.
Код КОАТУУ — 1225085504. Население по переписи 2001 года составляло 125 человек .

## Географическое положение
Село Пшеничное находится в 2,5 км от правого берега реки Камышеватая Сура,
на расстоянии в 2,5 км от пгт Новопокровка и сёл Безбородьково, Крутое и Судановка.
По селу протекает пересыхающий ручей с запрудой.
Рядом проходит автомобильная дорога Т-0420.